# Shangri-La

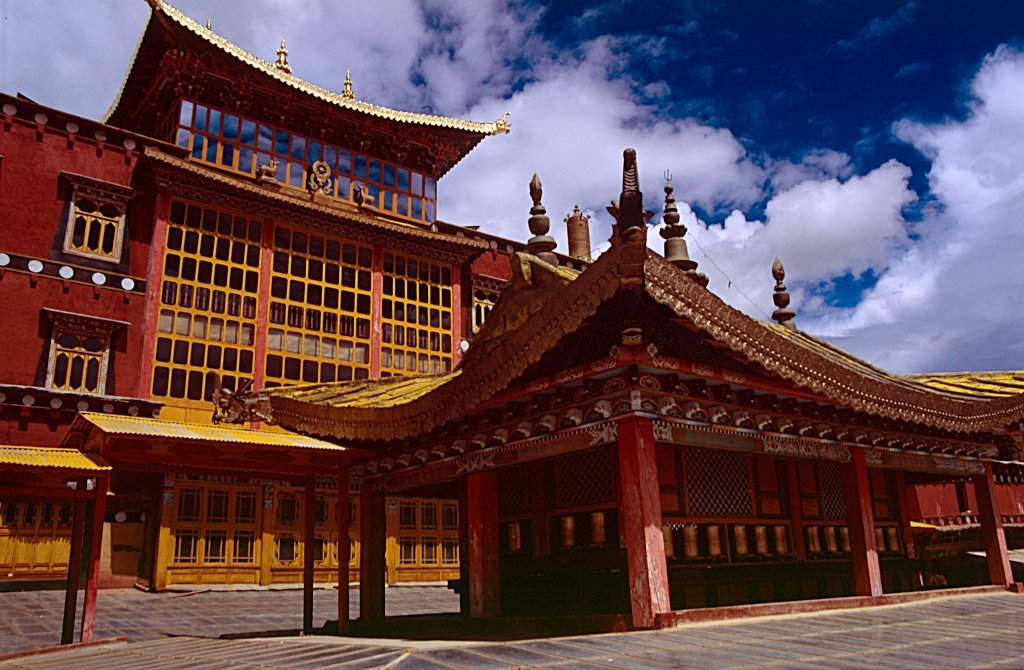
Monastero lama

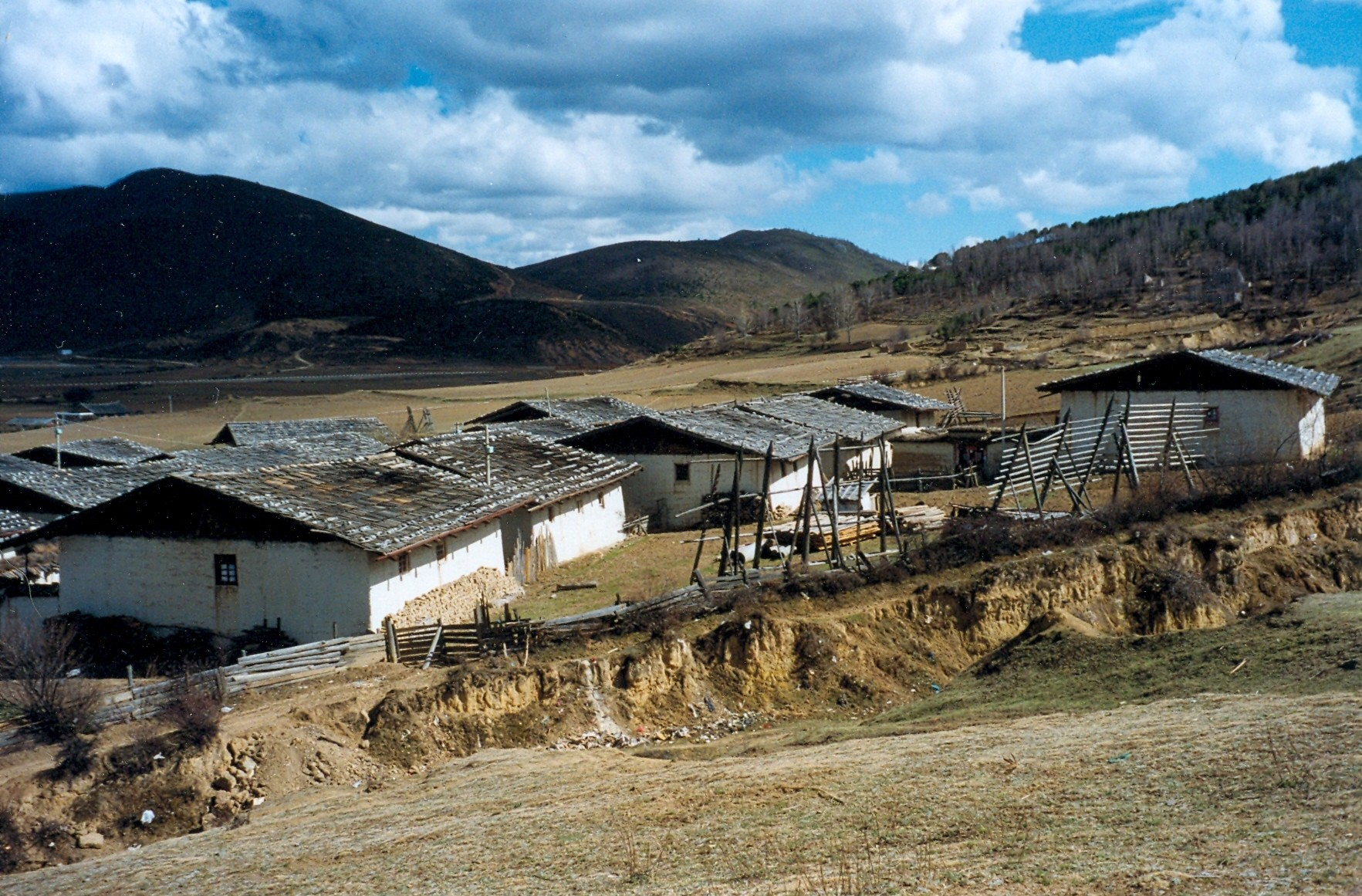
Case alla periferia di Zhongdian/Shangri-La

Shangri-La è un luogo immaginario descritto nel romanzo Orizzonte perduto di James Hilton del 1933.

## Storia
L'idea giunse a James Hilton dalle letture delle memorie dei gesuiti che avevano soggiornato in Tibet e che erano venuti a conoscenza delle tradizioni legate al Kalachakra, tantra in cui si descrive il mitico regno di Shambhala.
Nel romanzo di Hilton si parla di un luogo racchiuso nell'estremità occidentale dell'Himalaya nel quale si vedono meravigliosi paesaggi, e dove il tempo si è quasi fermato, in un ambiente di pace e tranquillità. Shangri-La è organizzato come una comunità lama perfetta, professante però non il buddhismo ma il cristianesimo nestoriano. Dalla comunità sono bandite, non a norma di legge ma per convinzione comune, tutta una serie di umane debolezze (odio, invidia, avidità, insolenza, avarizia, ira, adulterio, adulazione e così via), facendone un Eden materiale e spirituale in cui l'occupazione degli abitanti è quella di produrre cibo nella misura strettamente necessaria al sostentamento e trascorrere il resto della giornata nell'evoluzione della conoscenza interiore della scienza e nella produzione di opere d'arte.
Il successo di questo romanzo nella società dell'epoca diede origine al mito: così sognatori, avventurieri ed esploratori provarono a trovare questo paradiso perduto.
L'onda orientalista dell'Occidente fu ispirata dal mito, così il nome di Shangri-La è stato utilizzato non solo per gruppi musicali e teosofi, ma anche per molti luoghi di villeggiatura in Asia e perfino in America.
Il luogo geografico più simile, e che probabilmente ha ispirato James Hilton, è il territorio di Diqing dove, nel 2001, il governo cinese allo scopo di incentivare il turismo ha ribattezzato la contea di Zhongdian con il nome di 香格里拉 (Xiānggélǐlā) cioè Shangri-La. Il suo territorio faceva parte del Tibet prima dell'annessione cinese, dopo la quale è stato assegnato alla provincia dello Yunnan. Nelle vicinanze sorge il monastero di Hong Po Si, dove vivono una sessantina di monaci e cinque lama tibetani.
Parecchie regioni, mosse da interessi turistici, sostengono di essere la regione geografica descritta da Hilton e di essere così il mitico luogo ispiratore della misteriosa Shangri-La. Nel romanzo, l'autore cita il territorio a nord del Ladakh, oggi noto come Aksai Chin, comprendente la catena del Kun Lun e l'altopiano delle Aksai Chin, una regione tra le più inospitali e meno abitate del pianeta, presso l'attuale confine indo-cinese, ricco di vette alte tra i 5.000 ed i 7.000 m.